# Huntly (Schotland)
Huntly (Schots Gaelic: Srath Bhalgaidh of Hunndaidh) is een plaats in Aberdeenshire in Schotland. Eerder heette de plaats Milton of Strathbogie of simpelweg Strathbogie. In Huntly ligt de ruïne van Huntly Castle. Huntly is de oorspronkelijke thuishaven van het Gordon Highlanders regiment, waarvan de leden traditioneel gerekruteerd werden uit het noordoosten van Schotland.

## Geboren in Huntly
- George MacDonald (1824–1905), schrijver
- John Henderson (1972), darter
- Andrew Young (1992), langlaufer